# Manuela Hărăbor
Manuela Hărăbor (ur. 2 kwietnia 1968 w Bukareszcie) – rumuńska aktorka.

## Życiorys
W 1991 roku ukończyła studia na Universitatea Națională de Artă Teatrală și Cinematografică „Ion Luca Caragiale” w Bukareszcie. Debiutowała w wieku 4 lat w filmie Veronica (1972). Popularność zdobyła po roli Siminy w filmie Pădureanca (1987).

## Filmografia
- Veronica (1972)
- Veronica se întoarce (1973)
- Ma-ma (1976)
- Gustul și culoarea fericirii (1978)
- Trenul de aur (1986)
- Pădureanca (1987) - Simina
- Secretul lui Nemesis (1987)
- Martori dispăruți (1988) - Roxana
- Secretul armei secrete (1988) - Frumoasa
- Lacrima cerului (1989) - Roxana
- Legenda carpatină (1989)
- Mircea (1989)
- Rochia albă de dantelă (1989)
- Coroana de foc (1990)
- Crucea de piatră (1993) - Ilonka Sabo
- Doi haiduci și o crâșmăriță (1993) - Stana
- Invisible: The Chronicles of Benjamin Knight (1994) - Porwana dziewczyna
- Ochii care nu se văd (1994) - Ica
- Meurtres par procuration (1995) - Daniela
- Camera ascunsă (2004) - Andreea
- Magnatul (2004)
- Cu un pas înainte (serial, 2007) - Aurora Tomozei
- Fetele marinarului (serial, 2009) - Virginia Trifan